# Daniel Hotz
Daniel Hotz, född 1967, är en schweizisk orienterare som blev världsmästare i stafett 1995.